# High Energy Astronomy Observatory 2
Das High Energy Astronomy Observatory 2 (auch HEAO-2 oder HEAO B), nach seinem Start auch Einstein-Observatorium genannt, war das erste große Röntgenteleskop im Weltraum mit guter Abbildungsqualität.
HEAO-2 wurde von der NASA entwickelt und am 12. November 1978 mit einer Atlas-Centaur-Rakete von Cape Canaveral aus in eine niedrige Erdumlaufbahn gebracht. Der bis April 1981 in Betrieb befindliche HEAO-2-Satellit hatte das erste große Wolter-Teleskop im Weltraum an Bord. Gegenüber früheren Röntgensatelliten war die Empfindlichkeit stark verbessert und die räumliche Auflösung mit nur wenigen Bogensekunden sehr gut. Diese Verbesserung beruht auf Untersuchungen von Krebsaugen (Crustaceen) von Klaus Vogt und wurde vom Astronom J.L. G. Angel umgesetzt. Neben dem Hauptteleskop mit vier Instrumenten für den Energiebereich 0,15–4,5 keV verfügte es noch über einen Röntgenmonitor für den Bereich 1,5–20 keV. Mit diesen Fähigkeiten brachte HEAO-2 große Fortschritte in vielen Bereichen der Röntgenastronomie.